# يوسف المساكني
يوسف المساكني (من مواليد 28 أكتوبر 1990، بمدينة تونس العاصمة)، لاعب كرة قدم تونسي في مركز خط وسط ميدان هجومي، يلعب حالياً مع النادي العربي في دوري نجوم قطر.
خاض المساكني أكثر من 100 مباراة وسجل 23 هدفًا مع تونس.

## مسيرته الرياضية
بدأ مسيرته مع الملعب التونسي ثمّ مع فريق الترجي الرياضي التونسي منذ صيف 2008 إلى 2012 ثمّ انتقل إلى فريق لخويا القطري في يناير 2013 الذي يلعب في صفوفه إلى الآن محققا عدّة أهداف حاسمة تؤكّد مهارته وفنياته العالية. وهو يلعب مع منتخب تونس لكرة القدم منذ سنة 2010
لعب 15 مباراة مع المنتخب الأوّل وسجل 3 أهداف، كما سجل هدفان في الكأس الأفريقية 2012 ضد كل من المغرب والنيجر. سجل في الموسم الرياضي الأخير (2012/2011) 17 هدف في 28 مباراة في البطولة المحلية. انتقل في يناير 2013 إلى نادي لخويا القطري بصفقة هي الاغلى في تاريخ العرب تقدر ب 23 مليون دينار تونسي (15 مليون دولار أمريكي).

### نادي الدحيل
كان يلعب في نادي لخويا و في عام 2017 صدر قرار بدمج نادي لخويا مع نادي الجيش تحت مسمى نادي الدحيل و انضم بعدها إلى نادي الدحيل .

### نادي يوبين
أعير إلى نادي يوبين البلجيكي مطلع عام 2019 لمدة 6 شهور .

## الأهداف الدولية
قائمة أهداف يوسف المساكني مع المنتخب التونسي:
| الهدف | التاريخ       | المكان                                      | المنتخب المنافس | النتيجة     | المسابقة                                   |
| ----- | ------------- | ------------------------------------------- | --------------- | ----------- | ------------------------------------------ |
| 1     | 23 يناير 2012 | ملعب دانغونج، ليبرفيل، الغابون              | المغرب          | 2-1 (فوز)   | كأس الأمم الأفريقية لكرة القدم 2012        |
| 2     | 27 يناير 2012 | ملعب دانغونج، ليبرفيل، الغابون              | النيجر          | 2-1 (فوز)   | كأس الأمم الأفريقية لكرة القدم 2012        |
| 3     | 8 سبتمبر 2012 | الملعب الوطني بروكفيلدز، فريتاون، سيراليون  | السيراليون      | 2-2 (تعادل) | تصفيات كأس الأمم الأفريقية لكرة القدم 2013 |
| 4     | 22 يناير 2013 | ملعب رويال بافوكينغ، روستنبرغ، جنوب أفريقيا | الجزائر         | 1-0 (فوز)   | كأس الأمم الأفريقية لكرة القدم 2013        |
| 5     | 25 مارس 2016  | ملعب مصطفى بن جنات، المنستير، تونس          | توغو            | 1-0 (فوز)   | تصفيات كأس الأمم الأفريقية لكرة القدم 2017 |
| 6     | 23 يناير 2022 | ملعب رومدي أدجيا، غاروا، الكاميرون          | نيجيريا         | 1-0 (فوز)   | كأس الأمم الأفريقية 2021                   |

## الألقاب

### مع الفرق
مع الترجي الرياضي التونسي:
- الرابطة التونسية المحترفة الأولى لكرة القدم (4): 2009، 2010، 2011، 2012
- كأس تونس (1): 2011
- دوري أبطال أفريقيا (1): 2011
- دوري أبطال العرب (1): 2009
- كأس شمال أفريقيا للأندية الفائزة بالكؤوس (1): 2008

مع نادي لخويا الرياضي:
- دوري نجوم قطر (3): 2014، 2015، 2017
- كأس سمو ولي عهد قطر (2): 2013، 2015
- كأس السوبر القطري (1): 2015

مع نادي الدحيل القطري
• دوري نجوم قطر (2): 2018 , 2020

### مع المنتخب الوطني
- بطولة أمم أفريقيا للمحليين (1): 2011

## الجوائز
- هداف الرابطة التونسية المحترفة الأولى لكرة القدم: 2012 : (17 هدف)
- أفضل لاعب تونسي: 2012 ، 2017
- أفضل وأجمل هدف في كأس الأمم الأفريقية لكرة القدم 2013.
- ثاني أفضل لاعب عربي: 2012

## حياته الخاصة
يوسف هو الأخ الأصغر للاعب الدولي التونسي إيهاب، وهو نجل لاعب الملعب التونسي السابق منذر المساكني.
في 4 يوليو 2017، تزوج من الممثلة وعارضة الأزياء التونسية أميرة الجزيري. لكنها انفصلا في عام 2021.

## روابط خارجية
- يوسف المساكني على موقع الاتحاد الدولي (مؤرشف)  (الإنجليزية)
- يوسف المساكني على موقع قاعدة بيانات كرة القدم.إي يو (الإنجليزية)
- يوسف المساكني على موقع ليكيب (الفرنسية)
- يوسف المساكني على موقع ناشيونال فوتبول تيمز (الإنجليزية)
- يوسف المساكني على موقع Soccerway.com (الإنجليزية)
- يوسف المساكني على موقع عالم كرة القدم.نت (الإنجليزية)
- يوسف المساكني على موقع AS.com (الإسبانية)